# قول مردونه (مجموعه تلویزیونی)
سریال قول مردونه به کارگردانی علی طاهر فر و تهیه کنندگی ایرج محمدی در ۳۰ قسمت در ژانر کمدی هرشب ساعت ۱۹ از شبکه سه سیما پخش میشود.

## خلاصه داستان
قول مردونه در قالب یک کمدی اجتماعی، روایتگر اتفاقات و چالش‌های زندگی شخصیت‌های اصلی در بستر دهه ۶۰ است. این سریال تلاش دارد علاوه بر ایجاد لحظاتی شاد و مفرح، به دغدغه‌ها و سبک زندگی آن دوران نیز بپردازد. طراحی صحنه و لباس نیز متناسب با فضای دهه ۶۰ انجام شده تا حس نوستالژی بیشتری برای مخاطبان ایجاد کند.

## بازیگران
| بازیگر         |
| -------------- |
| محمدرضا هدایتی |
| شهره سلطانی    |
| محمد نادری     |
| سروش جمشیدی    |
| رویا میرعلمی   |
| آشا محرابی     |
| سیروس میمنت    |